# ひみつ基地。
ひみつ基地。（ひみつきち。）は日本の2人組男性YouTuber、TikToker、インフルエンサーである。メンバーはれんたろう・うがじんの2人。
自身で購入した古民家での日常生活を投稿しているYouTubeチャンネル名でもあり、DIYや料理動画を中心とした企画をメインで投稿している。2021年12月よりYouTubeの投稿をスタート。メンバーは上記の2人だが、サポートメンバーとして顔出しNG声のみの出演をしているやきとり君の3人で活動している。

## 概要
「最強のひみつ基地。」を目指すれんたろうと、「古民家カフェ」を出したいうがじんの2人組のチャンネル。
れんたろうの子どもの時からの夢であった「家を買いたい」を目標に2021年11月23日からTikTok投稿、2021年12月1日にはYouTube投稿をスタートした。
古民家の購入資金を貯めるため、先輩YouTuberばんばんざい・ぎしのタワーマンションでのシェアハウス、河川敷でのホームレス生活や車中泊生活を経て、2022年5月古民家を購入し、古民家での日常生活、DIYや料理動画を中心とした企画をYouTubeに投稿しているメインで投稿している。
YouTubeが発表した2022年の「日本のYouTube年間ランキング」"国内急成長クリエイター部門"で第9位にランクインしている。また、株式会社BitStarが発表した「2022年7-9月チャンネル総再生数ランキング」では1億2803万回再生で第17位にランクインした。
2023年9月にYouTubeコミュニティにて家庭の事情より当面の間活動休止することを発表。2024年2月6日に「【ご報告】ひみつ基地、完全復活します！」というタイトルで動画を更新し、動画内で休止してた理由や今後についてを説明した上で完全復活を報告した。

## メンバー
参照：公式HP
| 名前       | 生年月日              | 出身地 | 身長  | メンバーカラー | 趣味                                                       | 特技      | 格言                  | 担当 |
| ---------- | --------------------- | ------ | ----- | -------------- | ---------------------------------------------------------- | --------- | --------------------- | ---- |
| れんたろう | 1998年1月14日（27歳） | 東京都 | 不明  | 緑             | 動画編集、洋服、カラオケ、漫画、ゲーム、サッカー、食べる事 | DIY、体育 | 何でも楽しむ事が1番！ | DIY  |
| うがじん   | 1997年9月3日（27歳）  | 東京都 | 177cm | 青             | 飲食店巡り、旅行、ドライブ、漫画、サッカー、スポーツ観戦   | 料理      | 食を楽しむ！          | 料理 |

- れんたろうとうがじんは、高校の同級生で同じサッカー部に所属していたが、高校3年生までは特に仲が良かったわけではなく、共通の友人グループと遊ぶうちに仲良くなった[9]。

## 略歴
出典：
- 2021年
  - 11月23日 - れんたろうが「100日後に家を買う23歳」と題しTikTok投稿を開始
  - 12月1日 - YouTubeチャンネル開設・初投稿
- 2022年
  - 1月15日 - 2人でルームシェア開始
  - 2月15日 - 先輩YouTuberぎしとルームシェア開始
  - 3月14日 - チャンネル登録者数1万人突破
  - 4月1日 - 河川敷でのホームレス生活開始
  - 4月8日 - 車中泊生活開始
  - 5月25日 - 古民家を購入
  - 8月11日 - チャンネル登録者数10万人突破
  - 10月24日 - チャンネル登録者数50万人突破
- 2023年
  - 3月31日 - チャンネル登録者数100万人突破
  - 9月5日 - 「家族の事情」として活動を休止
- 2024年
  - 2月6日 - 活動再開[6]
  - 5月7日-チャンネル登録者数150万人突破
  - 7月5日~7月7日-古民家カフェイベント開催[11]